# سوسی (دهانه)
سوسی یک دهانه برخوردی در ماه‌ است.